# Șoim-liliac
Șoimul liliac (Falco rufigularis) este o specie de șoim din America de Sud și America Centrală.
Se hrănește (după cum îi spune numele) cu lilieci. Dar poate prinde ocazional și păsărele, insecte mari și rozătoare. Specie crepusculară
Nu-și construiește cuib. Depune trei ouă maro.